# La Carolina
La Carolina é um município da Espanha na província de Jaén, comunidade autónoma da Andaluzia, de área 201 km² com população de 15676 habitantes (2007) e densidade populacional de 77,50 hab/km².

## Demografia
| Variação demográfica do município entre 1991 e 2004 | Variação demográfica do município entre 1991 e 2004 | Variação demográfica do município entre 1991 e 2004 | Variação demográfica do município entre 1991 e 2004 |
| --------------------------------------------------- | --------------------------------------------------- | --------------------------------------------------- | --------------------------------------------------- |
| 1991                                                | 1996                                                | 2001                                                | 2004                                                |
| 15071                                               | 15048                                               | 14780                                               | 15573                                               |